# Kaplica św. Jana Nepomucena w Wiedniu

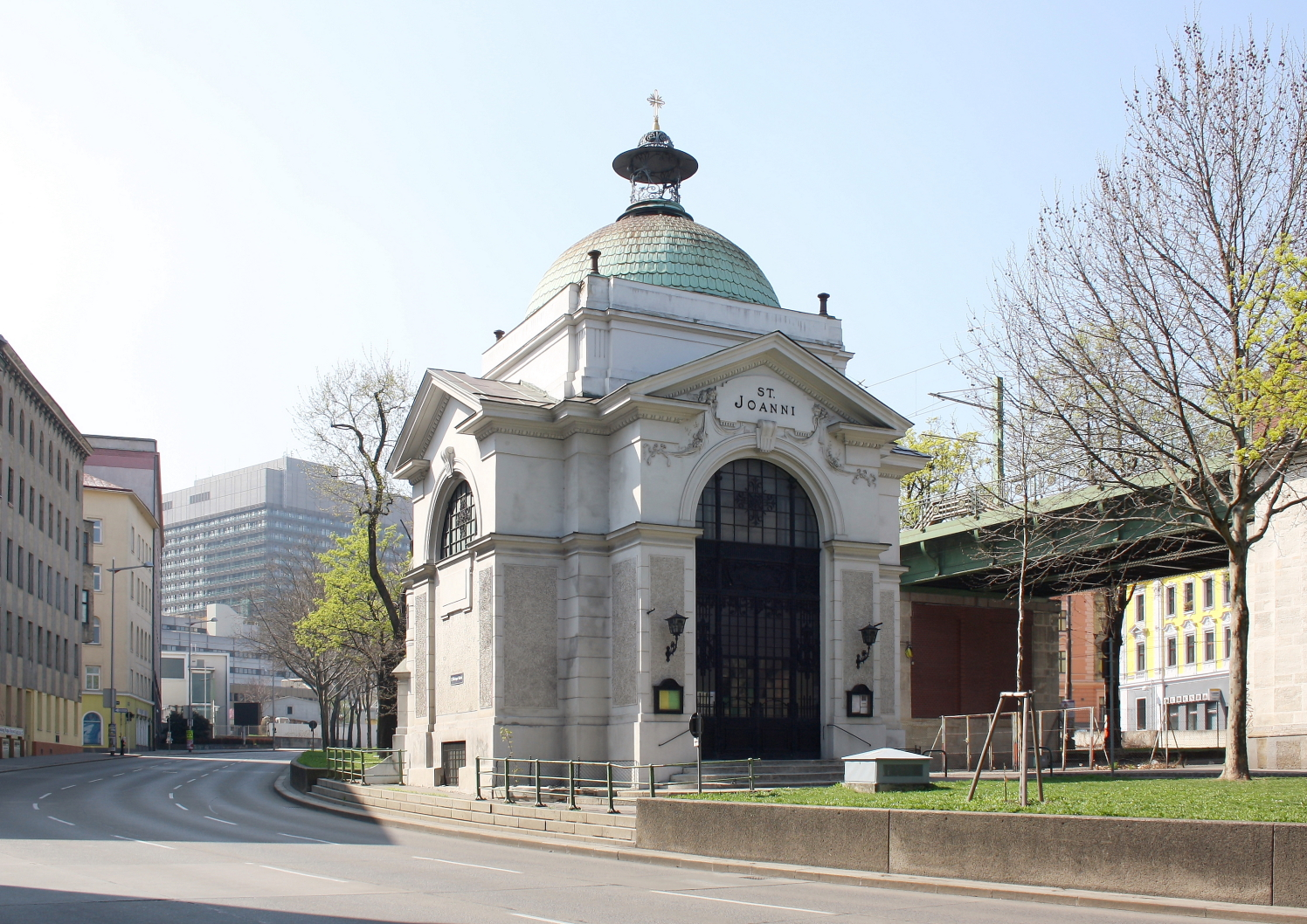
Kaplica Jana Nepomucena na Währinger Gürtel w Wiedniu

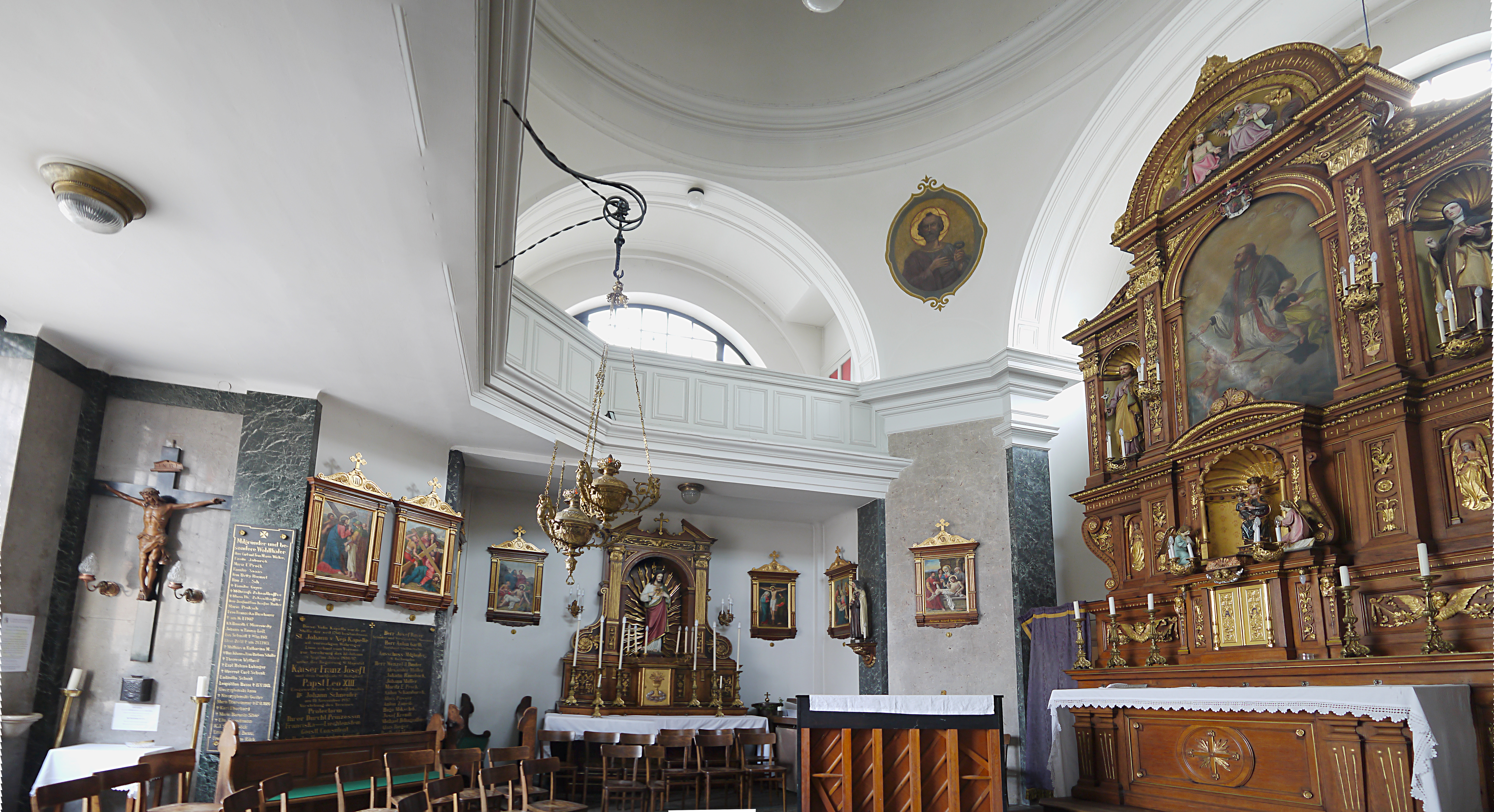
Wnętrze kaplicy Jana Nepomucena

Kaplica św. Jana Nepomucena (Johanneskapelle) w Wiedniu na Währinger Gürtel Bogen 115, wybudowany w l. 1895-1896 na podstawie planów Otto Wagnera.
Pierwotna kaplica w tym miejscu powstała w 1740 r. na zewnętrznej stronie pasa umocnień otaczającego Wiedeń. Służyła wówczas głównie dla żołnierzy pełniących tutaj służbę. W 1889 r. odnowiono ją i ponownie otwarto wiosną 1889 r. Została wyburzona w trakcie budowy wiedeńskiej kolei miejskiej (Wiener Stadtbahn) w l. 1892-1893. Po powstaniu estakady kolejowej nowy kościół zlokalizowano kilka metrów dalej. Nowa Johanneskapelle powstała wg planów Otto Wagnera w l. 1895-1896. Była ona pierwszą budowlą sakralną tego architekta w Wiedniu. Jest to budowla centralna z okrągłą kopułą, na rzucie równoramiennego krzyża greckiego. Wyposażenie i ołtarze  w formach neorenesansowych. Niektórzy uważają ją za model który posłużył Otto Wagnerowi wybudować dziesięć lat później kościół Steinhof.
W l. 1908-1986 kościół był wyposażony  sześciorejestrowe organy z mechanicznie wysuwaną szufladą i klasyczną kasetą. Kiedy już nie można było na nich grać  w 2000 roku zakupiono nowe organy, które zainstalowano w starej obudowie.

## Literatura
- Wolfgang Czerny (Bearb.), Ingrid Kastel (Beiträge): Wien. II. bis IX. und XX. Bezirk. Wien 1993,  S. 374 f.